# Orlandina Basket 2013-2014
Questa voce raccoglie le informazioni riguardanti l'Orlandina Basket nelle competizioni ufficiali della stagione 2013-2014.

## Verdetti stagionali
- DNA Adecco Gold:
  - stagione regolare: 2º posto su 16 squadre (21-9).
  - playoff: vince i quarti di finale contro Barcellona (3-1), vince la semifinale contro Verona (3-1) e perde in finale contro Trento (0-3).
- Coppa Italia Lega Nazionale Pallacanestro:
  - eliminata alle Final Six in semifinale da Biella.

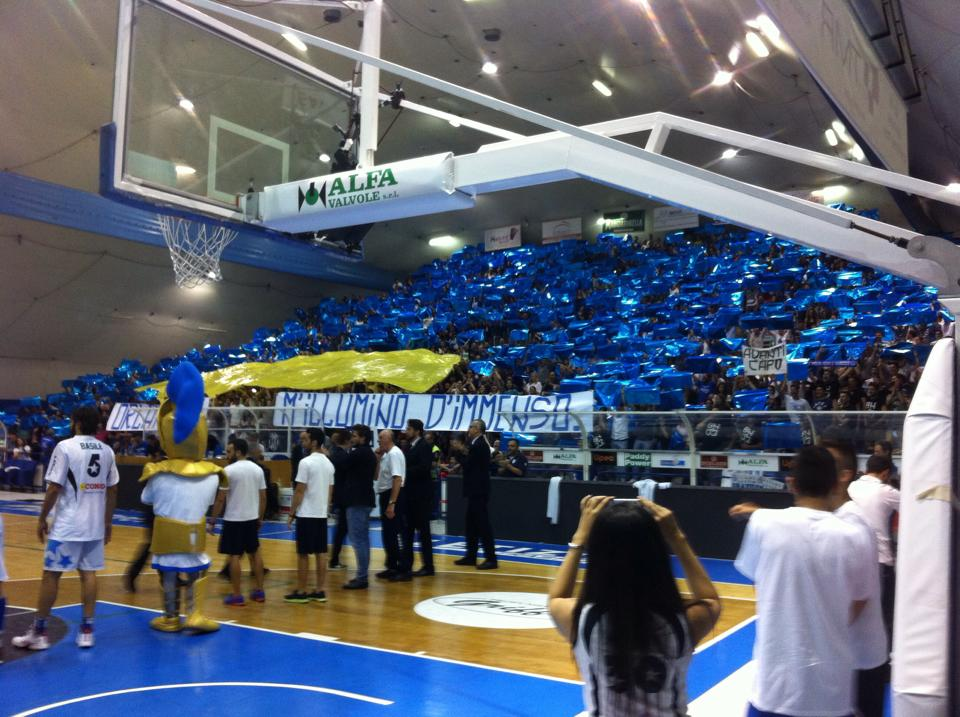
Coreografia sugli spalti in gara-3 di finale, Orlandina-Trento

## Stagione
La stagione 2013-2014 dell'Orlandina Basket è stata la 5ª disputata nel secondo campionato italiano di pallacanestro, nella storia della società paladina.
Sponsorizzata dall'Upea, la società della provincia di Messina si è classificata al secondo posto in campionato in stagione regolare. Ai playoff di categoria, ha eliminato ai quarti di finale la Sigma Basket Barcellona (3-1), in semifinale la Tezenis Verona (3-1), arrendendosi soltanto in finale all'Aquila Basket Trento (0-3).

## Roster
| Giocatori |
| --------- |

| N° | Naz.                                   | Ruolo | Sportivo             | Anno | Alt. |  |  |
| -- | -------------------------------------- | ----- | -------------------- | ---- | ---- |  |  |
| 5  | Italia (bandiera)                      | G     | Gianluca Basile      | 1975 | 192  |  |  |
| 7  | Italia (bandiera)                      | A     | Matteo Soragna       | 1975 | 198  |  |  |
| 8  | Italia (bandiera)                      | P     | Tommaso Laquintana   | 1995 | 188  |  |  |
| 9  | Italia (bandiera)                      | AG    | Andrea Benevelli     | 1985 | 202  |  |  |
| 10 | Croazia (bandiera) · Italia (bandiera) | C     | Sandro Nicević       | 1976 | 210  |  |  |
| 11 | Italia (bandiera)                      | G     | Marco Portannese     | 1989 | 192  |  |  |
| 12 | Stati Uniti (bandiera)                 | P     | Keddric D'Wayne Mays | 1984 | 183  |  |  |
| 13 | Stati Uniti (bandiera)                 | A     | Dominique Archie     | 1987 | 200  |  |  |
| 17 | Italia (bandiera)                      | G     | Leonardo Ciribeni    | 1992 | 190  |  |  |

| Staff tecnico                                             |
| --------------------------------------------------------- |
| Allenatore: Gianmarco Pozzecco                            |
| Assistente: Giuseppe Foti                                 |
| Assistente: David Sussi                                   |
| Addetto statistiche: Gianluca Paparone e Federico Rinoldo |
| Preparatore atletico: Walter Giuseppe Allotta             |
| Massaggiatore: Biagio Di Giorgio                          |
| Medico sociale: Sabatino Carianni                         |

| Giocatori acquisiti a stagione in corso |
| --------------------------------------- |

| N° | Naz.              | Ruolo | Sportivo                  | Anno | Alt. |  |
| -- | ----------------- | ----- | ------------------------- | ---- | ---- |  |
| 44 | Italia (bandiera) | A     | Rodolfo Valenti (da feb.) | 1980 | 188  |  |

| Giocatori ceduti a stagione in corso |
| ------------------------------------ |

| N° | Naz.              | Ruolo | Sportivo                     | Anno | Alt. |  |
| -- | ----------------- | ----- | ---------------------------- | ---- | ---- |  |
| 24 | Italia (bandiera) | A     | Dario Cefarelli(fino a feb.) | 1993 | 199  |  |

| Under aggregati alla prima squadra |
| ---------------------------------- |

| N° | Naz.              | Ruolo | Sportivo      | Anno | Alt. |  |
| -- | ----------------- | ----- | ------------- | ---- | ---- |  |
| 4  | Italia (bandiera) | P     | Giorgio Busco | 1995 | 175  |  |
| 55 | Italia (bandiera) | G     | Marco Strati  | 1995 | 178  |  |

## Dirigenza
La dirigenza è composta da:
- Presidente: Francesco Venza
- Vicepresidente: Carmelo Perrone
- Direttore sportivo: Giuseppe Sindoni
- Team manager: Antonio Gori
- Ufficio stampa: Sebastiano Ilardi
- Segreteria: Pippo Munafò
- Responsabile marketing: Aurelio Coppolino
- Responsabile settore giovanile: Jorge Silva Suárez

## Statistiche regular season
| Giocatore            | PG | Min. | Min. | Pun. | Pun. | Tiri dal campo | Tiri dal campo | Tiri dal campo | Tiri da 2 | Tiri da 2 | Tiri da 2 | Tiri da 3 | Tiri da 3 | Tiri da 3 | Tiri Liberi | Tiri Liberi | Tiri Liberi | Rimbalzi | Rimbalzi | Rimbalzi | Rimbalzi | Ass | Palle | Palle | Stoppate | Stoppate | Falli | Falli | Falli | Falli |
| Giocatore            | PG | Tot  | Med  | Tot  | Med  | R              | T              | %              | R         | T         | %         | R         | T         | %         | R           | T           | %           | D        | O        | T        | Med      | Ass | P     | R     | D        | S        | C     | Med   | S     | Med   |
| -------------------- | -- | ---- | ---- | ---- | ---- | -------------- | -------------- | -------------- | --------- | --------- | --------- | --------- | --------- | --------- | ----------- | ----------- | ----------- | -------- | -------- | -------- | -------- | --- | ----- | ----- | -------- | -------- | ----- | ----- | ----- | ----- |
| Mays Keddric D'Wayne | 23 | 740  | 32.1 | 415  | 18.0 | 146            | 288            | 51             | 78        | 120       | 65        | 68        | 168       | 40        | 55          | 71          | 77          | 49       | 7        | 56       | 2.4      | 3.9 | 2.6   | 1.1   | 0.1      | n.d.     | 58    | 2.5   | 89    | 3.8   |
| Archie Dominique     | 30 | 1018 | 33.9 | 470  | 15.7 | 179            | 347            | 52             | 143       | 250       | 57        | 36        | 97        | 37        | 76          | 102         | 75          | 148      | 65       | 213      | 7.1      | 1.8 | 2.3   | 1.2   | 1.0      | n.d.     | 70    | 2.3   | 115   | 3.8   |
| Nicevic Sandro       | 28 | 764  | 27.2 | 398  | 14.2 | 155            | 286            | 54             | 154       | 283       | 54        | 1         | 3         | 33        | 87          | 106         | 82          | 108      | 30       | 138      | 4.9      | 1.3 | 2.4   | 0.8   | 0.6      | n.d.     | 97    | 3.4   | 119   | 4.2   |
| Portannese Marco     | 30 | 900  | 30.0 | 340  | 11.3 | 117            | 260            | 45             | 77        | 153       | 50        | 40        | 107       | 37        | 66          | 84          | 79          | 107      | 44       | 151      | 5.0      | 2.6 | 2.4   | 1.2   | 0.1      | n.d.     | 89    | 2.9   | 90    | 3.0   |
| Basile Gianluca      | 25 | 676  | 27.0 | 201  | 8.0  | 61             | 150            | 41             | 13        | 32        | 41        | 48        | 118       | 41        | 31          | 41          | 76          | 61       | 12       | 73       | 2.9      | 3.0 | 1.2   | 0.8   | 0.0      | n.d.     | 45    | 1.8   | 52    | 2.0   |
| Soragna Matteo       | 29 | 798  | 27.5 | 211  | 7.3  | 68             | 141            | 48             | 41        | 77        | 53        | 27        | 64        | 42        | 48          | 56          | 86          | 84       | 8        | 92       | 3.2      | 2.1 | 1.3   | 0.7   | 0.0      | n.d.     | 62    | 2.1   | 59    | 2.0   |
| Benevelli Andrea     | 26 | 339  | 13.0 | 125  | 4.8  | 52             | 119            | 44             | 45        | 92        | 49        | 7         | 27        | 26        | 14          | 18          | 78          | 22       | 30       | 52       | 2.0      | 0.4 | 0.4   | 0.3   | 0.1      | n.d.     | 34    | 1.3   | 17    | 0.6   |
| Laquintana Tommaso   | 30 | 431  | 14.3 | 133  | 4.4  | 42             | 111            | 38             | 28        | 66        | 42        | 14        | 45        | 31        | 35          | 50          | 70          | 60       | 11       | 71       | 2.4      | 0.6 | 1.5   | 0.5   | 0.0      | n.d.     | 48    | 1.6   | 68    | 2.2   |
| Valenti Rodolfo      | 7  | 86   | 12.3 | 23   | 3.3  | 8              | 16             | 50             | 8         | 15        | 53        | 0         | 1         | 0         | 7           | 9           | 78          | 17       | 8        | 25       | 3.6      | 0.4 | 1.0   | 0.7   | 0.1      | n.d.     | 13    | 1.8   | 11    | 1.5   |
| Cefarelli Dario      | 19 | 136  | 7.1  | 35   | 1.8  | 14             | 35             | 40             | 10        | 28        | 36        | 4         | 7         | 57        | 3           | 3           | 100         | 15       | 6        | 21       | 1.1      | 0.2 | 0.6   | 0.0   | 0.2      | n.d.     | 24    | 1.2   | 6     | 0.3   |
| Ciribeni Leonardo    | 16 | 108  | 6.7  | 26   | 1.6  | 8              | 23             | 35             | 6         | 13        | 46        | 2         | 10        | 20        | 8           | 11          | 73          | 6        | 6        | 12       | 0.8      | 0.4 | 0.3   | 0.1   | 0.0      | n.d.     | 20    | 1.2   | 9     | 0.5   |
| Busco Giorgio        | 2  | 3    | 1.2  | 2    | 1.0  | 1              | 1              | 100            | 1         | 1         | 100       | 0         | 0         | 0         | 0           | 0           | 0           | 1        | 0        | 1        | 0.5      | 0.0 | 0.0   | 0.0   | 0.0      | n.d.     | 1     | 0.5   | 0     | 0.0   |
| Strati Marco         | 0  | 0    | 0.0  | 0    | 0.0  | 0              | 0              | 0              | 0         | 0         | 0         | 0         | 0         | 0         | 0           | 0           | 0           | 0        | 0        | 0        | 0.0      | 0.0 | 0.0   | 0.0   | 0.0      | n.d.     | 0     | 0.0   | 0     | 0.0   |

n.d. dato non disponibile

## Statistiche playoff
| Giocatore            | PG | Min. | Min. | Pun. | Pun. | Tiri dal campo | Tiri dal campo | Tiri dal campo | Tiri da 2 | Tiri da 2 | Tiri da 2 | Tiri da 3 | Tiri da 3 | Tiri da 3 | Tiri Liberi | Tiri Liberi | Tiri Liberi | Rimbalzi | Rimbalzi | Rimbalzi | Rimbalzi | Ass | Palle | Palle | Stoppate | Stoppate | Falli | Falli | Falli | Falli |
| Giocatore            | PG | Tot  | Med  | Tot  | Med  | R              | T              | %              | R         | T         | %         | R         | T         | %         | R           | T           | %           | D        | O        | T        | Med      | Ass | P     | R     | D        | S        | C     | Med   | S     | Med   |
| -------------------- | -- | ---- | ---- | ---- | ---- | -------------- | -------------- | -------------- | --------- | --------- | --------- | --------- | --------- | --------- | ----------- | ----------- | ----------- | -------- | -------- | -------- | -------- | --- | ----- | ----- | -------- | -------- | ----- | ----- | ----- | ----- |
| Mays Keddric D'Wayne | 11 | 365  | 33.1 | 185  | 16.8 | 77             | 136            | 56             | 31        | 60        | 51        | 26        | 77        | 33        | 45          | 58          | 77          | 37       | 8        | 45       | 4.1      | 4.7 | 2.0   | 1.0   | 0.1      | n.d.     | 31    | 2.8   | n.d   | n.d.  |
| Archie Dominique     | 11 | 358  | 32.5 | 160  | 14.5 | 60             | 112            | 53             | 48        | 77        | 62        | 12        | 35        | 34        | 28          | 40          | 70          | 49       | 23       | 72       | 6.5      | 0.9 | 2.8   | 0.9   | 1.2      | n.d.     | 33    | 3.0   | n.d.  | n.d.  |
| Nicevic Sandro       | 11 | 279  | 25.3 | 140  | 12.7 | 53             | 101            | 52             | 52        | 95        | 54        | 1         | 6         | 16        | 33          | 39          | 84          | 42       | 7        | 49       | 4.5      | 1.5 | 2.0   | 0.3   | 0.8      | n.d.     | 33    | 3.0   | n.d.  | n.d.  |
| Soragna Matteo       | 11 | 311  | 28.2 | 103  | 9.4  | 32             | 61             | 52             | 13        | 24        | 54        | 19        | 37        | 51        | 20          | 23          | 87          | 26       | 5        | 31       | 2.8      | 2.4 | 1.5   | 0.7   | 0.2      | n.d.     | 27    | 2.4   | n.d.  | n.d.  |
| Basile Gianluca      | 9  | 209  | 23.2 | 68   | 7.6  | 20             | 54             | 37             | 8         | 10        | 80        | 12        | 44        | 27        | 16          | 19          | 84          | 19       | 1        | 20       | 2.2      | 2.0 | 1.2   | 1.3   | 0.0      | n.d.     | 24    | 2.6   | n.d.  | n.d.  |
| Portannese Marco     | 11 | 324  | 29.4 | 77   | 7.0  | 26             | 76             | 34             | 37        | 37        | 12        | 39        | 30        | 48        | 13          | 16          | 81          | 43       | 16       | 59       | 5.4      | 1.7 | 2.4   | 1.5   | 0.0      | n.d.     | 30    | 2.7   | n.d.  | n.d.  |
| Laquintana Tommaso   | 11 | 88   | 8.0  | 41   | 3.7  | 14             | 32             | 43             | 19        | 52        | 4         | 13        | 30        | 18        | 9           | 10          | 90          | 4        | 4        | 8        | 0.7      | 0.6 | 0.7   | 0.3   | 0.0      | n.d.     | 15    | 1.3   | n.d.  | n.d.  |
| Benevelli Andrea     | 11 | 105  | 9.5  | 34   | 3.1  | 16             | 41             | 39             | 16        | 36        | 44        | 0         | 5         | 0         | 2           | 5           | 40          | 16       | 15       | 31       | 2.8      | 0.1 | 0.1   | 0.1   | 0.1      | n.d.     | 12    | 1.0   | n.d.  | n.d.  |
| Valenti Rodolfo      | 11 | 131  | 11.9 | 33   | 3.0  | 12             | 28             | 42             | 12        | 27        | 44        | 0         | 1         | 0         | 9           | 11          | 81          | 22       | 11       | 33       | 3.0      | 0.4 | 0.2   | 0.6   | 0.4      | n.d.     | 23    | 2.0   | n.d.  | n.d.  |
| Ciribeni Leonardo    | 6  | 25   | 4.1  | 8    | 1.3  | 4              | 8              | 50             | 4         | 7         | 51        | 0         | 1         | 0         | 0           | 0           | 0           | 2        | 4        | 6        | 1.0      | 0.0 | 0.1   | 0.0   | 0.0      | n.d.     | 3     | 0.2   | n.d.  | n.d.  |

n.d. dato non disponibile